# طرقبة
طُرْقَبة (بالفارسية: طرقبه) هي مدينة تقع في إيران في محافظة خراسان الرضوية. يقدر عدد سكانها بـ 13,158 نسمة .

## أعلام
- محمد باقر قاليباف